# What Do I Know?
"What Do I Know?" là bài hát của ca sĩ nhạc sĩ người Anh Ed Sheeran, nằm trong album phòng thu thứ ba của anh mang tên ÷ (2017). Sau khi album ra mắt, bài hát đạt vị trí thứ 9 trên UK Singles Chart dù không phải đĩa đơn chính thức.
Sheeran trình diễn trực tiếp bài hát với dàn diễn viên của People Just Do Nothing trong đợt telethon của Comic Relief 2017.

## Thông tin
Trong cuộc phỏng vấn với tạp chí People, Sheeran phát biểu rằng bài hát "về cơ bản được sáng tác ngay tại chỗ" trong một buổi họp của anh với các giám đốc hãng thu âm. Anh nói rằng 'đó là một ca khúc kỳ quặc bởi nó được sáng tác nhằm thể hiện mình trước người đứng đầu hãng đĩa. Ông ấy sẽ ghé thăm tôi vào hôm đó, và tôi bắt đầu viết bài hát, và tôi nghĩ trong đầu rằng "tôi muốn cho ông ấy thấy tôi sáng tác bài hát nhanh ra sao".
Sheeran cũng muốn sử dụng bài "What Do I Know?" làm ca khúc khép lại các buổi diễn của ÷ Tour với lý do 'tôi nghĩ rằng việc khép lại một buổi trình diễn mà "love can change the world" còn văng vẳng trong trí óc thật là hay'.
Sheeran thu âm một phiên bản khác của bài hát nhân dịp Comic Relief 2017 với Kurupt FM trong chương trình People Just Do Nothing của đài BBC. Anh cũng biểu diễn ca khúc này trong đợt telethon.

## Xếp hạng
| Bảng xếp hạng (2017)                            | Vị trí cao nhất |
| ----------------------------------------------- | --------------- |
| Úc (ARIA)                                       | 24              |
| Áo (Ö3 Austria Top 40)                          | 27              |
| Canada (Canadian Hot 100)                       | 26              |
| Cộng hòa Séc (Singles Digitál Top 100)          | 15              |
| Đan Mạch (Tracklisten)                          | 25              |
| Pháp (SNEP)                                     | 98              |
| Trường songid là BẮT BUỘC CHO BẢNG XẾP HẠNG ĐỨC | 35              |
| Ireland (IRMA)                                  | 8               |
| Ý (FIMI)                                        | 38              |
| Hà Lan (Single Top 100)                         | 16              |
| Na Uy (VG-lista)                                | 31              |
| New Zealand (Recorded Music NZ)                 | 14              |
| Scotland (OCC)                                  | 33              |
| Slovakia (Singles Digitál Top 100)              | 15              |
| Thụy Điển (Sverigetopplistan)                   | 25              |
| Anh Quốc (OCC)                                  | 9               |
| Hoa Kỳ Billboard Hot 100                        | 83              |

## Chứng nhận
| Quốc gia                                                    | Chứng nhận | Số đơn vị/doanh số chứng nhận |
| ----------------------------------------------------------- | ---------- | ----------------------------- |
| Anh Quốc (BPI)                                              | Vàng       | 400.000‡                      |
| ‡ Chứng nhận dựa theo doanh số tiêu thụ và phát trực tuyến. |            |                               |